# Мальо войвода
Мальо войвода е смятан за един от най-неизвестните български хайдушки войводи. Неговата чета действа в района на Рило-Родопския планински масив, заедно с дружината на легендарния Вълчан войвода.
Мальо бил роден в някое от селата, намиращи се по поречето на река Искър. Бил по професия овчар, а неговата свирня на кавал се харесвала на всички, но особено допадала на местната хубавица Босилка. По някое време, един ден Мальо отишъл със старата си майка в селския храм. Искал да запали свещ на Св. Георги, за да пази покровителя стадото му от вълци и турци. Там срещнал Босилка, а вечерта на кладенчето пожел тя да му пристане. На тази молба момичето казал: „Да чакаме есента“.
Когато през есента Мальо се върнал в село, Босилка не излязла пред къщата да го посрещне. Селяните му обадили, че Емин паша, който дошъл с войската си да усмири разбунтуваните въглищари, я видял и задигнал. Харема да му краси със своята хубост. От мъка Мальо хванал планината и станал хайдутин. Славата му на борец бързо се разнесла и той станал надежда и спасител за народа, а страшилище за душманите му.
Една августовска вечер четата почивала на Меча поляна, където имала убежище в една колиба. По това време при войводата дошъл четникът Спас, който го упрекнал в това, че за Босилка нищо не са направили, въпреки многото паши и бейове, които били наказани от тях. Предложил му Спас да иготвят план и да освободят любимата на войводата. След цяла нощ размисли двамата се спуснали към града. Довереният четник с оправдание, че отива да пие вода на кладенчето оставя Мальо войвода сам. Унесен в мисли, без да разбере, че другаря му е предател, войводата е прострелян смъртоносно от сеймените на Емин паша.
Името на връх Мальовица се свързва с Мальо Войвода, който се е борил срещу поробителите и според преданията и легендите е загинал в Мальовишката долина.